# 비혼자
비혼자(非婚者)는 결혼 상태에 있지 않은 사람을 말한다.

## 개요
미혼(未婚), 독신(獨身), 또는 싱글(single)이라고도 한다. 사실혼은 법적으로는 미혼이나, 통상 기혼으로 인식된다.
비혼(非婚)은 미혼(未婚)이라는 단어가 '혼인은 반드시 해야 하는 것이나 아직 하지 않은 상태'라는 의미를 담고 있다는 생각에 기반하여 '혼인 상태가 아님'이라는 보다 주체적인 의미로 여성학계에서 사용하기 시작한 단어이다. 결혼을 하지 않고, 비혼을 선택하는 생각을 비혼주의라고 부른다.
2000년대 이후 독신 인구가 증가함에 따라 1인 가구가 증가하고, 비혼공동체가 등장했으며, 주택청약이나 의료법 등에 대한 정책 개선 요구도 늘어났다.

## 역사
대한민국의 2010년 인구주택총조사 잠정 집계를 보면 부모와 자녀로 구성된 이른바 ‘정상 가족’은 약 20%에 지나지 않았다. 1인 가구 역시 2000년에는 약 222만 가구에서, 2010년에는 약 403만 가구로 급증했다. 1인 가구가 전체 가구에서 차지하는 비중은 23.3%에 달했다. 이는 가족 유형과 형태의 분화가 빠르게 진행되고 있음을 보여주는 지표이다.1990년 9%, 2000년 15.5%에 이어 큰 폭으로 늘어난 수치이고, 앞으로 1인 가구가 전체 가구 분포에서 가장 많은 비중을 차지할 것이다.
2000년대 이후 사회적으로 ‘비혼 여성’들이 조명되기 시작했다. 여성들은 ‘가족 안의 어머니, 아내로 머무르고 싶지 않다. 가족 내에서의 성별 분업으로 인해 여성들은 일-돌봄이라는 이중 부담을 떠안는다’ 등을 말하기 시작했다. ‘모두가 결혼해야한다’는 전제를 무너뜨리고 결혼 제도 밖의 삶을 지지하고자 하는 여성운동도 시작되었다. 결혼과 육아를 필수가 아닌 선택으로 보는 시각이 나타나고, 독신을 선호하는 사람의 수가 늘어났다.
전희경 한국여성민우회 정책위원은 "‘비혼 세대’의 등장 시기를 2000년 초반으로 본다. 1970년 이후 출생한 여성들이 이 세대의 핵심을 차지한다"라고 분석했다. 1970년대에 태어난 여성들은 1990년대 들어 '신세대'로 불리며 시대적 상징으로 자리매김했다. ‘커리어 우먼’ 담론이 유포되기 시작한 것도 이즈음이었다. 이들은 학력 인플레이션, 외국 여행, 어학 연수 등의 세례를 받았고, 1990년대 말 경제위기를 경험하면서 결혼의 안정성에 대해 의문을 갖게 되었다.
전희경은 "‘어머니처럼 살지 않겠다’라고 선택한 비혼이, ‘딸 시간’의 연장은 아닌지 스스로 물어볼 필요가 있다. 결혼 이전의 상태를 ‘임시 기간’으로 치부해버리는, 그래서 불안정하게 만드는 프레임에 갇히기보다, 비혼으로 살아온 시간의 ‘물질성’을 부정하지 않는 게 중요하다"라고 말했다.
비혼은 ‘어쩌다 비혼’과 ‘여성주의 비혼’으로 분화했다. 여성주의 비혼의 경우는 대학 내 여성학 수업이 보편화되고 여성주의 담론이 대중성을 갖게 되면서 가부장제와 이성애주의를 비판하는 지점에서 발생했다. 비혼에 대해 배타적인 사회 분위기 속에서 여성주의 비혼자들은 결혼 제도에 문제를 제기하며 적극적으로 비혼을 정치화했다.
2010년 한국의 15세 이상 인구 중 독신 비율이 39%로 나타났다. 15세 이상 비혼 비율이 높았던 것은 만혼과 독신자가 크게 늘었기 때문으로 풀이된다. 1인 가구가 늘어나는 것은 한국뿐만 아니라 미국과 유럽에서도 공통적으로 나타나는 현상이다. 2000년 ~ 2010년까지 10여 년간 미국의 1인 가구 비중은 27%, 영국은 30%, 독일은 40%까지 늘어났다.아시아에선 2010년 기준 일본은 1인 가구가 전체가구의 32%이다.
비혼 인구가 증가하면서 혼내 출산이 당연시되는 국가에서는 저출생자수 문제가 대두되었다. 이런 상황 속에서 비혼 인공수정을 긍정하는 여성들의 목소리도 커졌고 이에 대한민국 정부에서도 자발적 비혼모를 끌어안는 정책 입안을 모색했다.

## 관련 서적
- 송제숙. 《혼자 살아가기》. 동녘. 2016년. ISBN 978-89-7297-770-4
- 캐런 루이즈 진 저. 안진희 역. 《마흔 이후, 누구와 살 것인가》. 심플라이프. 2014년. ISBN 979-11-951549-2-0
- 이진송. 《연애하지 않을 자유》. 21세기북스. 2016년. ISBN 978-89-509-6459-7
- 우에노 지즈코·미나시타 기류 저. 조승미 역. 《비혼입니다만, 그게 어쨌다구요?!》. 동녘. 2017년. ISBN 978-89-7297-859-6
- 무라타 사야카 저. 최고은 역. 《소멸세계》. 살림. 2017년. ISBN 978-89-522-3701-9[22]
- 공아연. 《1인 가구 살림법》. 로고폴리스. 2017년. ISBN 979-11-86499-63-4
- 장경섭. 《내일의 종언?》. 집문당. 2018년. ISBN 978-89-303-1797-9[23]
- 김애순·이진송. 《하고 싶으면 하는 거지···비혼》. 알마. 2019년. ISBN 979-11-5992-239-8
- 엘리. 《연애하지 않을 권리》. 카시오페아. 2019년. ISBN 979-11-88674-46-6
- 윤이형. 《그들의 첫 번째와 두 번째 고양이》. 문학사상. ISBN 978-89-7012-998-3

## 관련 기사
- 이유진. (다양한 가족) 세상의 모든 가족, 행복할 권리 있다. 여성신문. 2018년 12월 5일.
- 진주원. (다양한 가족①) 동거커플도 복지 혜택 보장해야. 여성신문. 기사입력 2019년 1월 25일. 기사수정 2019년 1월 27일.
- 진주원. (다양한 가족②) “한부모가족들과 모여 명절 보내요”. 여성신문. 2019년 2월 4일.
- 진주원. (다양한 가족③)1인간편식·혼술집…앞서가는 시장, 안보이는 정책. 여성신문. 기사입력 2019년 2월 20일. 기사수정 2019년 2월 22일.
- 진주원. (다양한 가족④) “돌봄·공부 함께 하며 지켜봐주는 공동체예요”. 여성신문. 기사입력 2019년 3월 14일. 기사수정 2019년 3월 15일.

## 같이 보기
- 광군절